# Pulsellum salishorum
Pulsellum salishorum är en blötdjursart som beskrevs av Marshall 1980. Pulsellum salishorum ingår i släktet Pulsellum och familjen Pulsellidae. Inga underarter finns listade i Catalogue of Life.